# 壩上高原

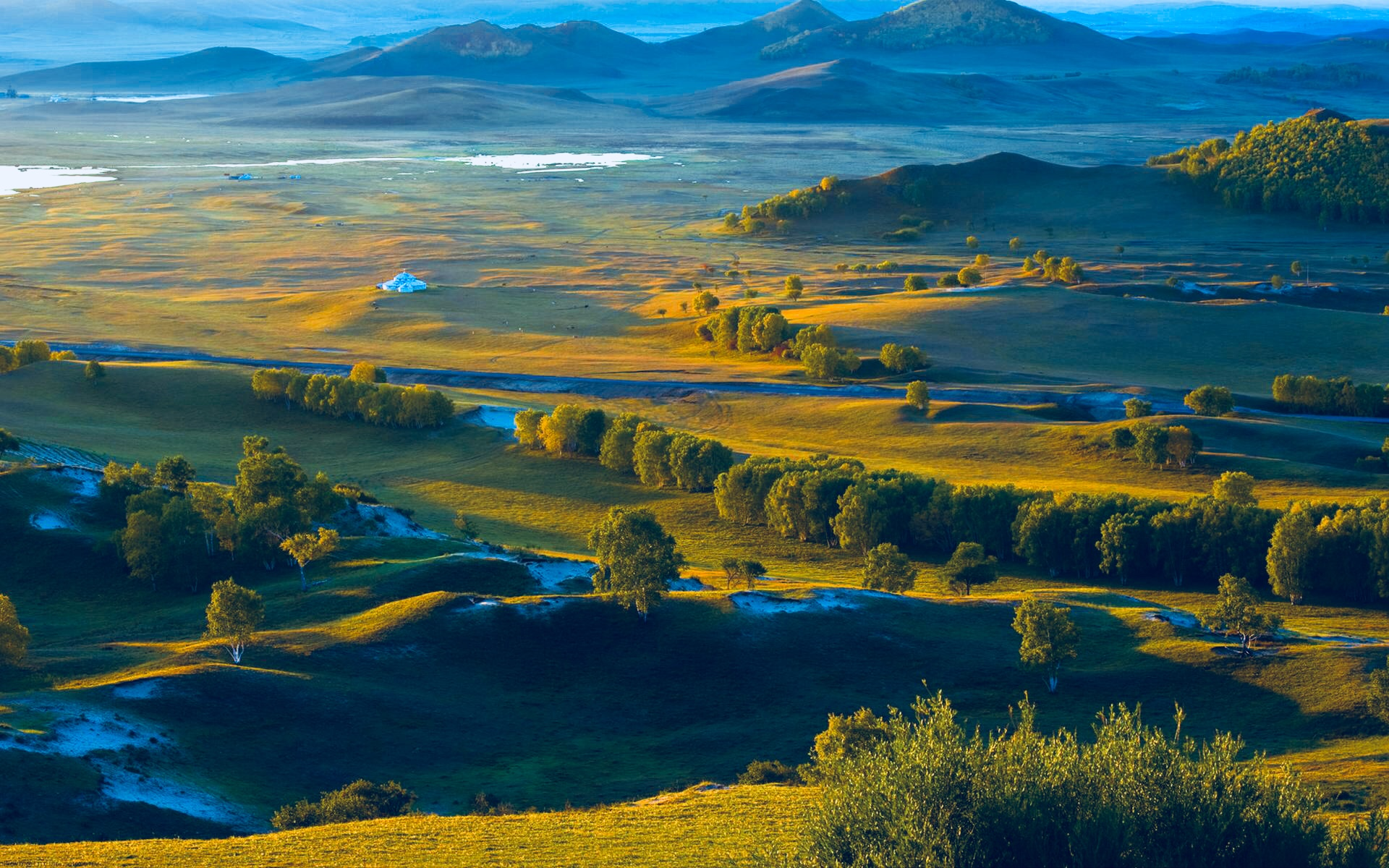
2010年的丰宁坝上草原。

壩上高原是主要位于河北省西北部，平均海拔1200-1500米，面積約16000平方千米的高原地形。位于华北平原、内蒙古高原交接处，大兴安岭南麓，是蒙古高原的东南边缘部分，属锡林郭勒草原，其上有大面積的草甸覆蓋，此地區又常被稱作“壩上草原”。
华北平原平均海拔高度在50米以下，内蒙古高原海拔高度在1000米至1300米之间。而坝上地区最高海拔约2100米，宛如一条大坝，故称“坝上”。
所在区域分为围场坝上、丰宁坝上、张北坝上、沽源坝上等区域。西起张家口市张北县、尚义县，中为沽源县、丰宁满族自治县，东至承德市围场满族蒙古族自治县。包括尚义县以东、丰宁满族自治县黄旗镇坝梁以北、围场满族蒙古族自治县河北省塞罕坝机械林场坝梁以北、内蒙古自治区乌兰布统草原等地区。在张家口市境内，主要包括四个县级行政区：康保县、尚义县、张北县、沽源县。
坝上草原属中温带大陆性季风型高原山地气候，冬夏分明。为草甸草原类型，草的种类多为多年生草本植物，高度多在15至60厘米之间。